# Tribus confederadas de indios siletz

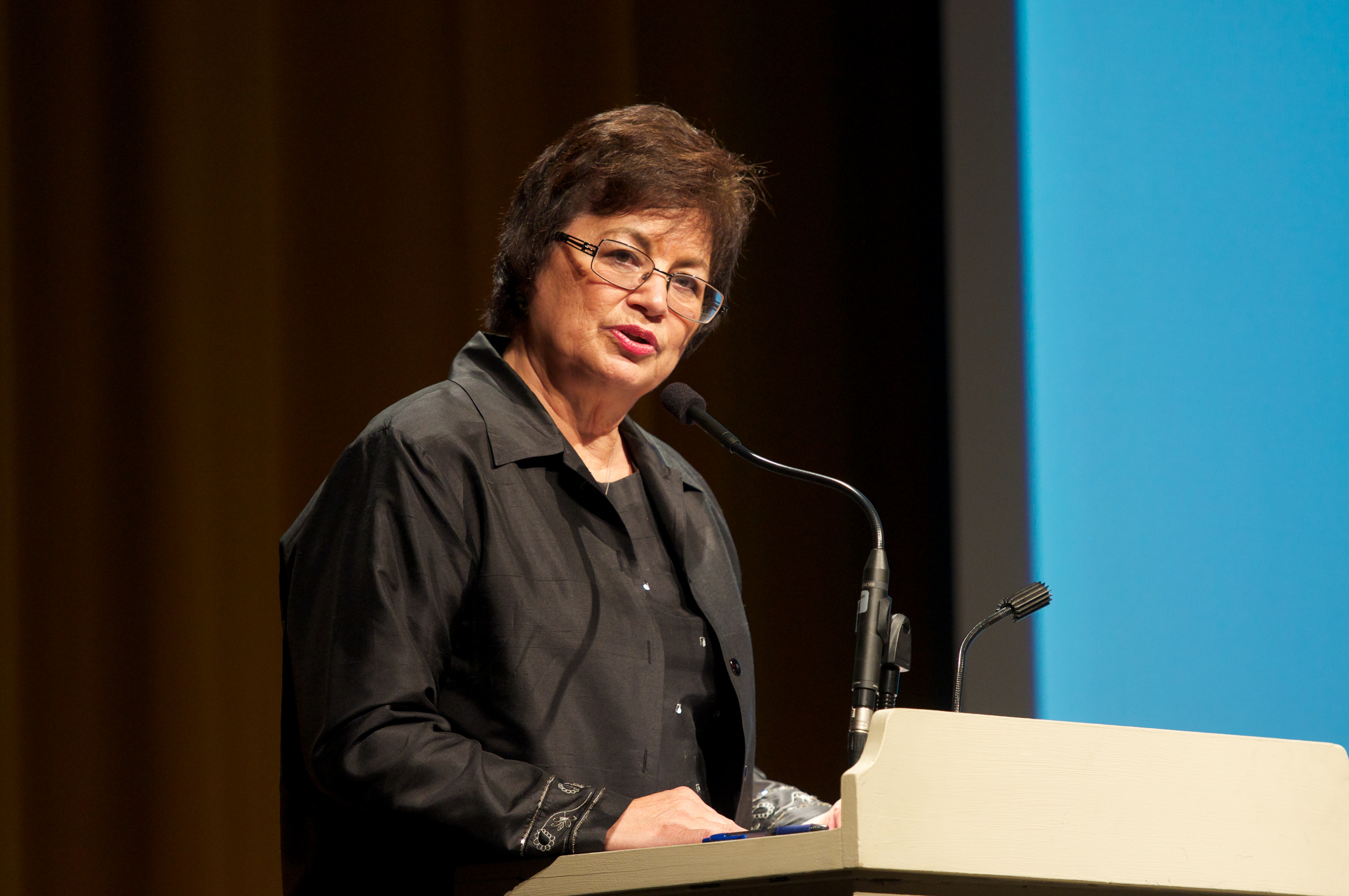
Delores Pigsley, presidenta de la Tribu Confederada de los Siletz

La Tribu Confederada de los Siletz es una confederación reconocida de tribus amerindias, la mayoría parlante de una de las lengua salish, y otras na-dené, takelma, yakona y coos. En total son 27 tribus que ocupan un territorio entre el norte de California y el sur de Washington. Eran tribus muy diferentes en lengua y cultura y en 1855 fueron trasladadas a la actual reserva Siletz.

## Costumbres
Todas ellas tienen bastantes cosas en común: las casas de planchas de cedro con saunas colectivas, elegantes canoas de cedro, los vestidos femeninos (faldillas de fibra de cedro) y masculinos (camisas de piel de ante). También tienen en común su dieta, a base de raíces, bayas, bellotas, salmón, caza y algunos insectos, los arcos de caza y los cestos con dibujos de ondas. Capturaban esclavos de las tribus enemigas y la descendencia seguía la línea paterna.

## Demografía
Entre las tribus trasladadas a la reserva estaban las Rogue River, shasta, Scoton, Shasta Costa, Grave Creek, chetco, coquille, tolowa-tututni, y pequeños números de siuslaw, coos, y kuitsh. Los siletz propiamente dichos se podían dividir en las tribus:
- Upper Rogue River o shasta
- Tribus de la Costa

Según el censo de 2000, había censados 2.707 miembros de la Confederación Siletz. Los miembros de las tribus coos, siuslaw, takelma, tututni y otras eran censados aparte.

## Historia
Hacia 1700 mantuvieron los primeros contactos con mercaderes europeos, que pronto les transmitieron enfermedades como la viruela, la gripe y otras. Hacia 1850 se encontró oro en el río Rogue, y quedaban unos 6.000. La llegada de los colonos blancos y la Guerra del Río Rogue provocó que los supervivientes fuesen trasladados a una reserva en 1855, unas 90 millas a lo largo de la costa, pero en 1876 los volvieron a trasladar, esta vez más al norte. La vida en la reserva era deprimente y sufrieron la aculturación de manos de los predicadores metodistas y católicos. Por la Ley Pública 588 de 1956 se les aplicó la Termination, de manera que la tierra tribal fue totalmente vendida, y los derechos de pesca y caza anulados. Les obligaron a pagar impuestos, pero no podían acogerse a la sanidad pública. Esto generó muchas protestas, de manera que en 1977 les fue restaurado el estatuto tribal. En 1992 recuperaron nuevamente el autogobierno.